# Jacek Fafiński
Jacek Fafiński (n. 21 octombrie 1970, Lubawa, Warmia și Mazuria, Polonia) este un luptător ce a reprezentat Polonia, medaliat olimpic. A participat la o ediție a Jocurilor Olimpice (1996) în care a câștigat o medalie de argint.

## Participări
Lista de mai jos prezintă principalele competiții la care a participat Jacek Fafiński de-a lungul carierei.
- wrestling at the 1996 Summer Olympics – men's Greco-Roman 90 kg[*]